# Varlakyrkan
Varlakyrkan är en kyrkobyggnad belägen i stadsdelen Varla, norra delen av centralorten i Kungsbacka kommun. Den tillhör Tölö församling i Göteborgs stift och Svenska kyrkan.

## Kyrkobyggnaden
Kyrkan uppfördes 1989-1990 efter ritningar av arkitekt Carl-Johan Lindfors. Den utgör på tidstypiskt vis ett sammanhållet komplex med kyrkorum, församlingshem och förskola. Fasaderna är klädda med gult tegel och rundade vid koret och i en utvändig nisch hänger kyrkklockan. Pulpettaket är täckt av kopparplåt. 
Kyrkorummet är ljust med gula tegelväggar och golvklinker, där rumsformen och sidoljuset i koret, som faller in genom de rumshöga smala fönsterpartierna, ger karaktär. Kyrkorummet förbinds med kyrktorget genom en vikvägg. 

## Inventarier
Inredningen i björkträ och armaturen ritades av kyrkans arkitekt.
- Altaret är murat av gulbränt tegel och på
- Altarprydnad på väggen i form av två bonader utförda av Märta Rinde-Ramsbäck och Ulla Onvall.
- Dopfunten är av stavlimmad björk och har en blå dopskål.
- Kyrkklockan och ett kopparkors återfinns vid taket på den östra fasaden.

### Orgel
Orgeln med sex stämmor är tillverkad av A. Magnusson Orgelbyggeri AB.